# Suniops aerosus
Suniops aerosus es una especie de coleóptero de la familia Attelabidae. La especie fue descrita científicamente por Francis Polkinghorne Pascoe en 1874.

## Subespecies
- Suniops aerosus aerosus (Pascoe, 1874)

= Euops aerosus aerosa Pascoe, 1874
- Suniops aerosus mindanaoensis (Voss, 1933)

= Euops mindanaoensis Voss, 1933

## Distribución geográfica
Habita en el archipiélago malayo. Suniops aerosus aerosus en Borneo (Sarawak) y las islas Molucas (Bacan y Sula), y Suniops aerosus mindanaoensis en Filipinas.